# Kalophrynus subterrestris
Espèce
Statut de conservation UICN

 LC  : Préoccupation mineure
Kalophrynus subterrestris est une espèce d'amphibiens de la famille des Microhylidae.

## Répartition
Cette espèce est endémique de l'île de Bornéo. Elle se rencontre jusqu'à 300 m d'altitude.

## Description
Kalophrynus subterrestris mesure jusqu'à 23 mm pour les mâles et jusqu'à 27 mm pour les femelles. Son dos est gris foncé, les flancs étant plus clairs. Certains individus présentent au niveau de l'aine de petites taches noires.

## Étymologie
Son nom d'espèce, du préfixe latin sub-, « sous, au-dessous de », et terrestris, « terrestre, lui a été donné en référence au fait que deux spécimens ont été découverts dans des terriers.

## Publication originale
- Inger, 1966 : The systematics and zoogeography of the amphibia of Borneo. Fieldiana, Zoology, vol. 52, p. 1–402 (texte intégral).